# Dreams: The Ultimate Corrs Collection
Dreams: The Ultimate Corrs Collection er et opsamlingsalbum af det irske band The Corrs. Det blev udgivet d. 29. november 2006 og indeholder sange fra deres fem studiealbums, to live-udgivelser og en coverversion af The Everly Brothers' sang "All I Have To Do Is Dream".

## Track listing
1. "Goodbye" (2006 Remix, fra Borrowed Heaven) (The Corrs) – 3:45
2. "Forgiven, Not Forgotten" (fra Forgiven, Not Forgotten) (The Corrs) – 4:15
3. "Dreams" (Tee’s Radio mix, fra Talk on Corners) (Stevie Nicks) – 3:52
4. "Radio" (fra The Corrs Unplugged) (The Corrs) – 4:47
5. "When the Stars Go Blue" (Remix feat. Bono) (Ryan Adams) – 3:58
6. "Only When I Sleep" (fra Talk on Corners) (The Corrs, Oliver Leiber, Paul Peterson, John Shanks) – 4:17
7. "Breathless"  (fra In Blue) (The Corrs, Robert John "Mutt" Lange) – 3:25
8. "So Young" (K-Klass mix, fra Talk on Corners) (The Corrs) – 4:12
9. "Runaway" (fra Forgiven, Not Forgotten) (The Corrs) – 4:20
10. "Summer Sunshine" (fra Borrowed Heaven) (The Corrs) – 2:51
11. "What Can I Do?" (Tin Tin Out mix, fra Talk on Corners) (The Corrs) – 4:14
12. "All I Have To Do Is Dream" (feat. Laurent Voulzy) (Boudleaux Bryant, Felice Bryant) – 3:34
13. "No Frontiers" (fra The Corrs Unplugged) (Jimmy McCarthy) – 4:24
14. "Angel" (fra Borrowed Heaven) (The Corrs) – 3:25
15. "Old Town" (fra Home) (James Bain, Phil Lynott) – 3:44
16. "Ruby Tuesday" (feat. Ron Wood, fra Live in Dublin) (Mick Jagger, Keith Richards) – 3:23
17. "Haste to the Wedding" (fra Home) (The Corrs) – 2:27
18. "I Know My Love" (feat. The Chieftains, fra Tears of Stone) (Paddy Moloney) – 3:25
19. "Bríd Óg Ní Mháille" (fra Home) (The Corrs) – 3:36
20. "Toss The Feathers" (fra Forgiven, Not Forgotten) (The Corrs) – 2:52
21. "Miracle" (fra Borrowed Heaven) (japansk og australsk bonustrack)

### Spor på spansk udgave
Disc #1
1. "Goodbye" (2006 Remix, fra Borrowed Heaven)
2. "Forgiven, Not Forgotten" (fra Forgiven, Not Forgotten)
3. "Dreams" (Tee’s Radio mix, fra Talk on Corners)
4. "Radio" (fra The Corrs Unplugged)
5. "When the Stars Go Blue" (Remix feat. Bono)
6. "Only When I Sleep" (fram Talk on Corners)
7. "The Hardest Day" (feat. Alejandro Sanz fra El Alma Al Aire)
8. "Breathless" (fra In Blue)
9. "So Young" (K-Klass mix, fra Talk on Corners)
10. "Runaway" (fra Forgiven, Not Forgotten)
11. "Summer Sunshine" (fra Borrowed Heaven)
12. "What Can I Do?" (Tin Tin Out mix, fra Talk on Corners)
13. "All I Have To Do Is Dream" (feat. Laurent Voulzy)
14. "Angel" (frA Borrowed Heaven)
15. "Old Town (fra Home)
16. "Ruby Tuesday" (feat. Ron Wood, fra Live in Dublin)
17. "No Frontiers" (fra The Corrs Unplugged)
18. "Bríd Óg Ní Mháille" (fra Home)
19. "Una Noche" (feat. Alejandro Sanz fra Best of The Corrs)

DVD
1. Show Stage 40 i Círculo de Bellas Artes, Madrid, Spanien (2004)
2. Live på Sala Macumba Madrid, Spanien (1998)
3. Concierto Básico 40 Principales, Madrid, Spanien (1997)

## Hitlister
| Hitliste                      | Højeste placering |
| ----------------------------- | ----------------- |
| Belgium Flemish Albums Chart  | 94                |
| Belgium Wallonie Albums Chart | 78                |
| French Albums Chart           | 74                |
| Irish Albums Chart            | 24                |
| Netherlands Albums Chart      | 71                |
| New Zealand Albums Chart      | 33                |
| Portuguese Albums Chart       | 21                |
| Spanish Albums Chart          | 5                 |
| Swiss Albums Charts           | 44                |
| UK Albums Chart               | 67                |